# 続・ボラット 栄光ナル国家だったカザフスタンのためのアメリカ貢ぎ物計画
『続・ボラット 栄光ナル国家だったカザフスタンのためのアメリカ貢ぎ物計画』（Borat Subsequent Moviefilm: Delivery of Prodigious Bribe to American Regime for Make Benefit Once Glorious Nation of Kazakhstan）は、ジェイソン・ウォリナー監督による2020年のモキュメンタリーコメディ映画である。主演のサシャ・バロン・コーエンが架空のカザフスタン人ジャーナリストのボラット・サグディエフを演じ、マリア・バカローヴァ演じる娘のトゥーターを第48代アメリカ合衆国副大統領のマイク・ペンスへの貢ぎ物とするという内容である。2006年の映画『ボラット 栄光ナル国家カザフスタンのためのアメリカ文化学習』の続編である。
バロン・コーエンは2007年にボラット役から引退したと宣言していたが、2019年に再び扮装し、さらに2020年半ばに撮影が目撃されたことで2作目の憶測が浮上した。プロジェクトは2020年9月に正式に発表されてアマゾン・スタジオが配給権を獲得した。
2020年10月23日にプライム・ビデオで配信された。

## プロット
ジャーナリストのボラット・サグディエフは『ボラット 栄光ナル国家カザフスタンのためのアメリカ文化学習』でカザフスタンに恥をかかせたことによって強制収容所に収監される。それから14年後、カザフスタン大統領のヌルスルタン・ナザルバエフによって釈放されたボラットはカザフ文化大臣のサルのジョニーをアメリカ大統領のドナルド・トランプに貢ぎ物として贈る使命を受ける。前回にトランプ・インターナショナル・ホテル・アンド・タワーの造園で排便したためにトランプに会うことが出来ないボラットは代わりに副大統領のマイク・ペンスに猿を渡すことにする。出国前に彼は仲の悪い隣人一家が自宅を奪い、娘のトゥーターはその納屋に住まわされていることを知る。
貨物船による迂回ルートで世界中を旅した末にテキサス州に到着したボラットは、自分が（あの映画『ボラット』の主演として）有名人であることに気付く。目立たないように行動したいボラットはいくつかの変装グッズを購入する。さらに彼は携帯電話を購入し、遅れて移送されてきたジョニーを迎えに行くが、密航していたトゥーターによってジョニーは食べられてしまっている。ボラットがナザルバエフにファックスで報告すると「ペンスを満足させなければ死刑だ」と言われ、代わりにトゥーターを貢ぎ物にすることを決める。
トゥーターはドレスアップされ、ボラットはデビュタント・ボールで彼女を紹介する。しかし舞踏会で父娘で踊っている際にトゥーターは月経血を大勢の前で晒してしまう。ペンスが保守政治活動協議会のために付近にいることを知ったボラットはトランプの仮装をして潜り込み、トゥーターを贈ろうとするが警備員によってつまみ出される。失敗の報告を受けたナザルバエフは処刑のためにカザフスタン帰国をボラットに命じる。ボラットはトランプのもう1人の側近であるルディ・ジュリアーニにトゥーターを貢ぐことを提案し、首相から了承を受ける。
ジュリアーニが巨乳女性と不倫していたことを知ったボラットはトゥーターに美容整形と豊胸手術を受けさせようとする。ボラットは手術費用を調達しに行き、トゥーターはベビーシッターのもとに残される。ベビーシッターはトゥーターからボラットの性差別主義の教えを聞かされて混乱し、それが嘘であることを彼女に伝える。トゥーターは車を運転する女性を初めて見て驚き、さらに自慰行為をした後、自分の人生を抑圧し続けたボラットに怒り、手術をしないと言い出す。さらに彼女はホロコースト否認のfacebookページを引用してホロコーストは嘘であるとボラットに告げる。
動揺したボラットは自殺したくなり、銃乱射魔に狙われるようにステレオタイプのユダヤ人の仮装をして最寄りのシナゴーグに行く。そこでボラットはホロコースト生存者のユダヤ教徒と出会ったため、反ユダヤ主義である彼はホロコーストが事実だと知って喜ぶ。トゥーターを探しに行くボラットは街へ出かけるがそこはコロナウイルスの流行のために閑散としている。ボラットは2人のトランプ支持者の男と会った後、オンラインで娘の居所を調べる。ボラットはトゥーターがインターネット・ジャーナリストとして成功していることを知るとワシントン州オリンピアで開催されている「私たちの権利のための行進」集会に潜り込む。
集会でトゥーターを見つけ出したボラットはジュリアーニへの貢ぎ物にならなければ処刑されてしまうと伝える。それを知った彼女はジュリアーニを誘惑するために父親抜きでの取材を申し込む。ボラットはベビーシッターと協議するとトゥーターへの愛に気付いて心境が変化し、インタビューに入り込んで彼女のジュリアーニへの性的行為を食い止める。ボラットはトゥーターと一緒に逃げ出し、カザフスタンで処刑されることを受け入れる。
だがボラットの処刑の中止が決まり、彼はカザフスタンを笑いものにした世界への報復としてナザルバエフに利用されたことを知る。ボラットはアメリカへを出発する前にカザフスタン政府によって「ジプシーの涙」と称されたSARS-CoV-2を注入されてCOVID-19パンデミックの0号患者に仕立て上げられ、世界中を旅させることによって無自覚にウイルスを散布させられていたのである。だがボラットはナザルバエフの陰謀を録音しており、携帯ショップの男へと送信する。
ボラットとトゥーターはナザルバエフを脅迫して祖国で仕事に復帰し、カザフスタンの女性嫌悪の法律も変える。トゥーターとボラットは取材班として新たなカザフスタンの文化となった「アメリカ人追い祭」を訪れる。それではトランプ支持者の仮装がCOVID-19を拡散し、アンソニー・ファウチの仮装を殺害する寸劇が披露される。

## キャスト
- ボラット・サグディエフ（英語版） - サシャ・バロン・コーエン、日本語吹替 - 山寺宏一
  - カザフスタンのニュースレポーター。前作で世界中に恥を晒したためにカザフスタン政府により14年投獄された[5]。

- トゥーター・サグディエフ（英語版） - マリア・バカローヴァ、日本語吹替 - 新谷真弓
  - ボラットの15歳の娘。バカローヴァは当初は「イリナ・ノヴァク」とクレジットされていたが、後に「マリア・バカローヴァ」に変更された[6][7]。彼女は600人以上の女優のオーディションを勝ち抜いてキャスティングされた[8]。

- ヌルスルタン・ナザルバエフ大統領 - ダニ・ポペスク
- おサルのジョニー - おサルのジョニー
  - カザフスタン政府の大臣でポルノスターのサル[9]。

- 本人役 - トム・ハンクス、日本語吹替 - 山寺宏一
- ヤマック博士 - マヌエル・ビエル
- ミロスラフ・トリ - ヌルスルタン・トゥリヤクベイ
- ヒュー・ルイス / ジェフリー・エプスタイン - アリン・ポパ
- ビラック・サグディエフ - イオン・ゲオルゲ
- ビラム・サグディエフ - ニコラエ・ゲオルゲ
- クチェク村人 - マルセラ・コドレア
- クチェク村人 - ルカ・ネル
- バブスカ - ニコレタ・チョバヌ
- 本人役 - リタ・ウィルソン
- オーストラリアでの登場人物 - ジェイソン・ウォリナー（英語版）[9]

マイク・ペンスとルディ・ジュリアーニは無許可で登場させられている。セールスマンのブライアン・パトリック・スナイダー、Instagramのインフルエンサーでエンターテイナーのメイシー・シャネル、危機妊娠センターのオーナーで牧師のジョナサン・ブライト、デビュタントコーチのジェーン・シェフィールド博士、ダラスの形成外科医のチャールズ・ウォレス、プロのベビーシッターのジェニス・ジョーンズ、床屋の常連客のアラン・"ランディ"・ナイト、ヒルズボロ共和党女性クラブの会員たち、Qアノン信者のジェリー・ホールマンとジム・ラッセル、ホロコースト生存者のジュディス・ディム・エヴァンスは当人そのままの役柄で出演している。
当初はシド・ミラー、ドナルド・トランプ、ドナルド・トランプ・ジュニアも映していたが、完成版からはカットされた。1作目の終盤でボラットと結婚する売春婦を演じたコメディアンのルネルも撮影されていたが、その場面はカットされた。集会の場面でジョーイ・ギブソンの声を聞くことができるが、彼の顔にはぼかしが入れられた。映画の冒頭ではバラク・オバマ、ジャスティン・トルドー、ロドリゴ・ドゥテルテ、ウラジーミル・プーチン、金正恩、ジャイール・ボルソナーロ、カニエ・ウェストの写真が使用される。

## 製作

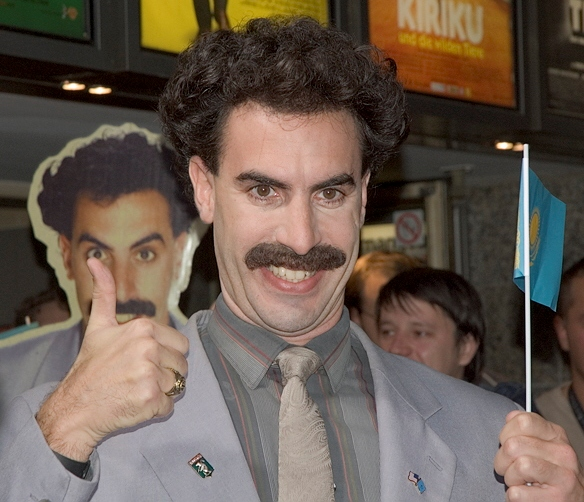
前作のケルンでのプレミア上映時のボラット役のサシャ・バロン・コーエン（2006年）。

### 構想
2007年初旬にルパート・マードックはバロン・コーエンが1作目の配給会社である20世紀フォックスと新たなボラット映画の製作契約を交わしたことを発表した。バロン・コーエンはその後、ボラットが映画や『Da Ali G Show』で行ったように正体を隠すにはあまりにも有名になったために断念すると発表した。フォックスのスポークスマンはその後、彼らは考えを受け入れる余地があったが、そのような映画の企画を始動するには早すぎると述べた。2014年、彼はFXXの番組『Ali G: Rezurection』でボラット役に復帰した。これは『Da Ali G Show』のスケッチに新規映像を加えて編集したものであった。彼はまた2015年の『ジミー・キンメル・ライブ!』で映画『Grimsby』でボラット役として小登場し、さらに2018年11月には中間選挙での投票をアメリカ国民に呼びかけた。公開までの2年間、彼は人種差別と戦うためにスピーチや直接のインタビューを行うなど、政治的に積極的であることに関心を持つようになった。彼はアメリカ人の間での非自由主義的民主主義への傾斜に対する警鐘を鳴らすためにこの映画を選挙の直前に公開することを発表した。
映画音楽は他のサシャ・バロン・コーエンの映画と同様にエラン・バロン・コーエンが手がけた他、カナダのミュージシャンのエイドリアン・ラソの「Urn St. Taven」が使われている。

### 撮影

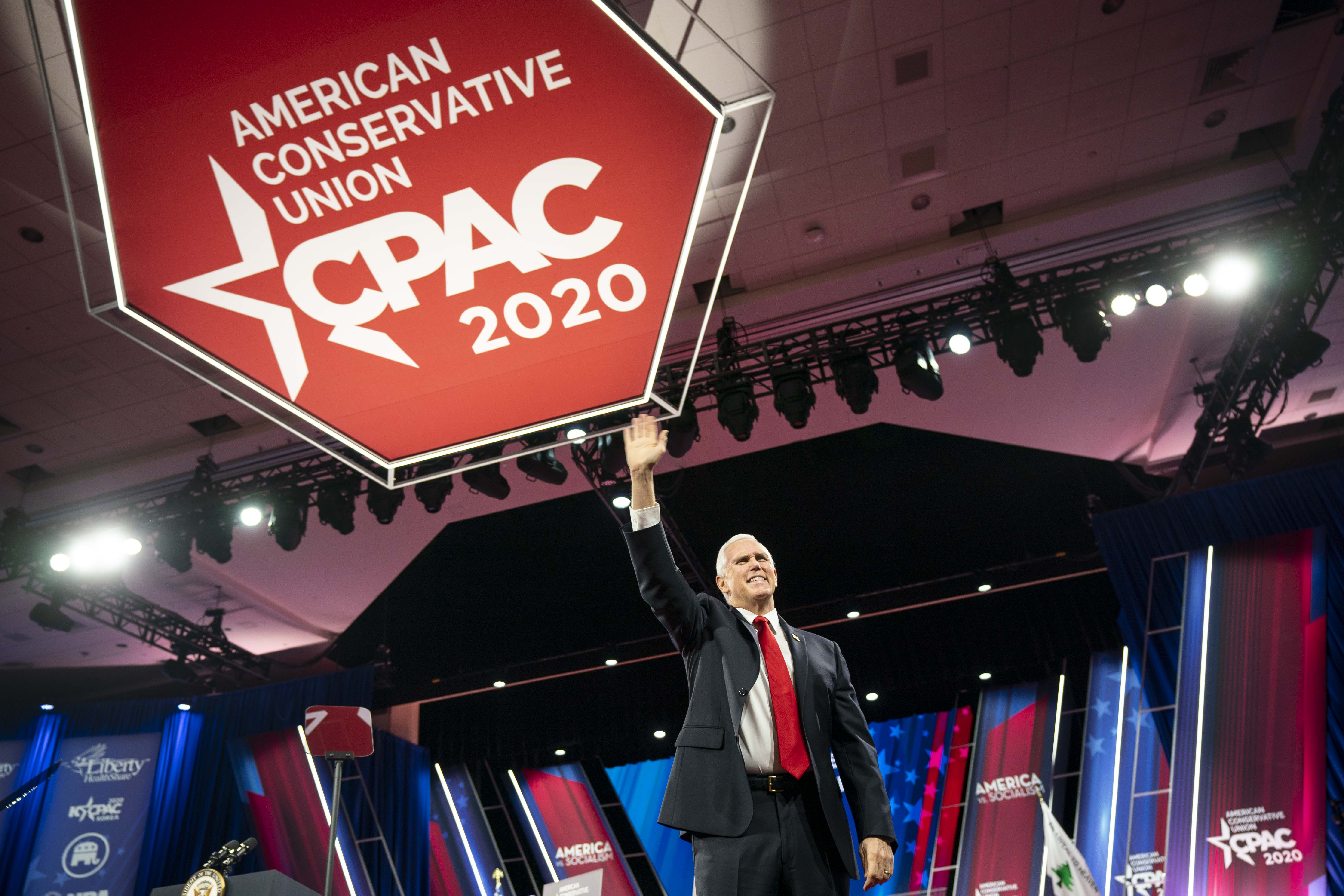
2020年アメリカ保守連合CPACでバロン・コーエンによってスピーチを妨害される直前のマイク・ペンス

2019年後半に撮影されたものにはテキサス州農業委員会のシド・ミラーとのインタビューが含まれ、テキサス州 アーリントンゴルフ練習場への旅が続いた。それの場面は完成した映画からは削除されたが、予告編には使用されている。2020年2月、バロン・コーエンはドナルド・トランプに扮装して保守政治活動協議会（CPAC）に押しかけたが、彼の正体は明らかにされなかった。
同月、バロン・コーエンはジョージア州メイコンを訪れてデビュタント・ボールの場面を撮った。彼はジョンストン＝フェルトン＝ヘイ・ハウスの管理者には青春物語だと言って撮影に臨んだ。彼はバカローヴァを車の屋根に乗せたために警察から止められた。スタッフはまたマリエッタのテンプル・コル・エメスでエヴァンスとの場面を撮影した。製作陣はサウスカロライナ州北部を少なくとも2回訪問し、パン屋、危機妊娠センター、ハロウィーン用品店で撮影した。2020年6月下旬、ワシントン州オリンピアで悪戯を行い、参加者と共に人種差別的な詞の歌を唄い、参加者たちにインタビューを行った。しかし、ボラットの意図に気づいた参加者たちが暴徒化したため、撮影チームが事前に雇った警備員が出動した。ボラットとカメラマンは救急車に避難し、車内に突入しようとする参加者を食い止めた。2020年7月上旬、バロン・コーエンはルディ・ジュリアーニとの偽のインタビューを手配し、その最中にピンクのビキニをして乗り込んだ。ジュリアーニは警察に通報した。
翌月、ボラットに扮して撮影されているバロン・コーエンが目撃されると彼の新作が『ボラット』の続編であるという大衆の憶測に繋がった。撮影の2日間、バロン・コーエンは危険性を考慮して防弾チョッキの着用を求められた。
2020年9月上旬、映画の撮影が終わって編集に入り、業界関係者向けに試写が行われたという噂が広まり、『Borat 2: Great Success』と『Borat: Gift of Pornographic Monkey to Vice Premiere Mikhael Pence to Make Benefit Recently Diminished Nation of Kazakhstan』というタイトルがリークされた。9月20日、マリア・バカローヴァがホワイトハウスに侵入し、ワン・アメリカ・ニュース・ネットワークのシャネル・リオンに取材される様子を撮影したが最終的にはカットされた。カザフスタンという設定の村の場面はルーマニアで撮影されたが、これは前作の村人から拒否されたために別の村で行われた。またいくつかの場面のためにルーマニアの俳優が雇われた。

## 公開
2020年9月、アマゾン・スタジオが配給権を獲得し、公開日を10月23日に設定した。バロン・コーエンは他にもいくつかの配給会社にこの映画を持ちかけたが、その政治的な内容のために公開に消極的だったと述べた。2020年10月1日に予告編が公開され、バロン・コーエンによる直近の騒動がこの映画の撮影だったことが明らかになった。

### プロモーションとマーケティング
アマゾンは公開までの2週間でマーケティングに2040万ドルを費やした。
バロン・コーエンはボラットとしてソーシャルメディアのInstagram、TikTok、Twitterに参加して選挙を控えるアメリカ政治にコメントし、1回目の大統領選の討論会で「勝利」したドナルド・トランプを祝福、さらにドライブインシアターに設置されたボラットのパネルを盗んだアリアナ・グランデと対決するといったプロモーションを行った。ソーシャルメディア上ではTwitchストリームでDrLupoとゲームをしたり、YouTubeのインフルエンサーに会ったりもした。彼は公開数日前に『ジミー・キンメル・ライブ!』にも出演した。
Amazon Prime UKはスコットランドのいくつかの史跡にマンキニを着たボラットの画像を投影することで映画を宣伝した。オーストラリアのボンダイビーチでは40人のボラットの仮装者が現れてヨガを始め、また巨大な彫像が運ばれた。2回目の大統領選討論会の間、バロン・コーエンは映画の登場人物をデビューさせるためのウォッチ・パーティを主催し、続いてダンスミュージックとライブチャットを介したファンからの質問で構成されるアフター・パーティが開催された。さらにはトロントのウォーターフロントとロンドンのウェストミンスター宮殿の前には巨大なボラットのインフレータブルを乗せた艀が浮かべられた。サーン・アバスの巨人にはマンキニと「WEAR MASK. SAVE LIVE.」というスローガンが書き加えられた。
アマゾンはさらにステファン・ベアー、ジミー・カー、ペリー・エドワーズ、デヴィッド・スペード、デヴィッド・ウォリアムス、アン・ウィデコムに対して偽の第3作のオーディションを行い、カザフスタンの大使役を演じるよう説得した。同社はまたボラットからのジャガイモのニュースを提供するためにAlexaのサービスを変更した。

## 評価

### 批評家の反応
『続・ボラット』はMetacriticでの加重平均値は49件のレビューで68/100となった。Rotten Tomatoesでは228件のレビューで支持率は85%、平均点は7.17/10となり、「『続・ボラット』はサシャ・バロン・コーエンのコメディ作品が、アメリカ文化の最も見当違いで、そして完全な嫌悪感のある部分を明らかにするための鋭いツールであり続けることを証明している」とまとめらた。多くの媒体では映画が概ね好評価であると報じたが、BBCとロイターでは賛否両論と伝えられた。
インディワイアのエリック・コーンはA-評定を下し、「最後の大暴れから14年後、ボラットは完全に目覚めたわけではないものの、彼の時代がやってきた。この鋭いユーモアのブランドはこれまで以上に必要不可欠だと感じたことはない。アクティビズムとエンターテインメントを融合させたバロン・コーエンのこれまでで最高の映画は世界を恐れる新たな理由だけでなく、世界を笑い飛ばす許可も与えてくれる」と書いた。『シカゴ・サンタイムズ』のリチャード・ローパーは4ツ星満点で3ツ星の評定を下し、「カザフスタンのジャーナリストのボラットが我々の偉大な国についてのドキュメントを作るためにアメリカに来てから14年後、彼はアメリカに帰ってきた。彼は2006年当時よりも歳を重ね、マヌケで、はるかに有名になり、そしてより政治的に正しくなくなり、攻撃的で笑えるようになった」と評した。
『ガーディアン』のピーター・ブラッドショウは5ツ星満点で3ツ星評定を下し、「まだいくつかの本物の笑いと尖った政治的瞬間がある」が、「歓迎を超えている」と評した。『A.V.クラブ』のジェシー・ハッセンジャーはB-評定を下し、「概ね面白く、時折鋭い」と評した上で「これまでのやり方では最早十分ではないと感じるもう1つの例でもある」と述べた。『ニューヨーク・タイムズ』のデヴィカ・ギリッシュは続編が第1作ほど衝撃的でも洞察力に富んだものではないことを指摘し、「『続・ボラット』の手の込んだ策略は私を楽しませることも怒らせることもなく、ただただ諦めさせてくれた」とまとめた。『デイリー・テレグラフ』のロビー・コリンは5ツ星満点で2ツ星評定を下し、この映画を「絶望的にみすぼらしい」、「オリジナルの品質管理プロセスでは生き残れなかったのではないかと思われる中途半端で、再利用された、支離滅裂な悪戯の連続で、ほとんど意味を成さない脚本の場面をその場しのぎで努力して繋いでいる」と評した。『シカゴ・トリビューン』の映画コラムニストのマイケル・フィリップスは2ツ星を与え、続編は前作よりも「粗野」で「より感傷的」になっていると表した。フィリップスは自身の反応を「映画のかなりの部分で笑ったが、それ以上の部分では（おそらくコーエンの意図で）口の中に灰殻の味が残った」とまとめた。『ザ・ラップ』のアロンソ・デュラルデは否定的であり、「風刺の死体を蘇生するのに勇敢にも失敗した」と評した。1作目の「スーパーファン」を自称するデュラルデは「続編は（より幸せな未来に）振り返れば良い思い出になるかもしれないが、今のところほとんど胸が痛くなるような経験だ」と書いた、

### 論争

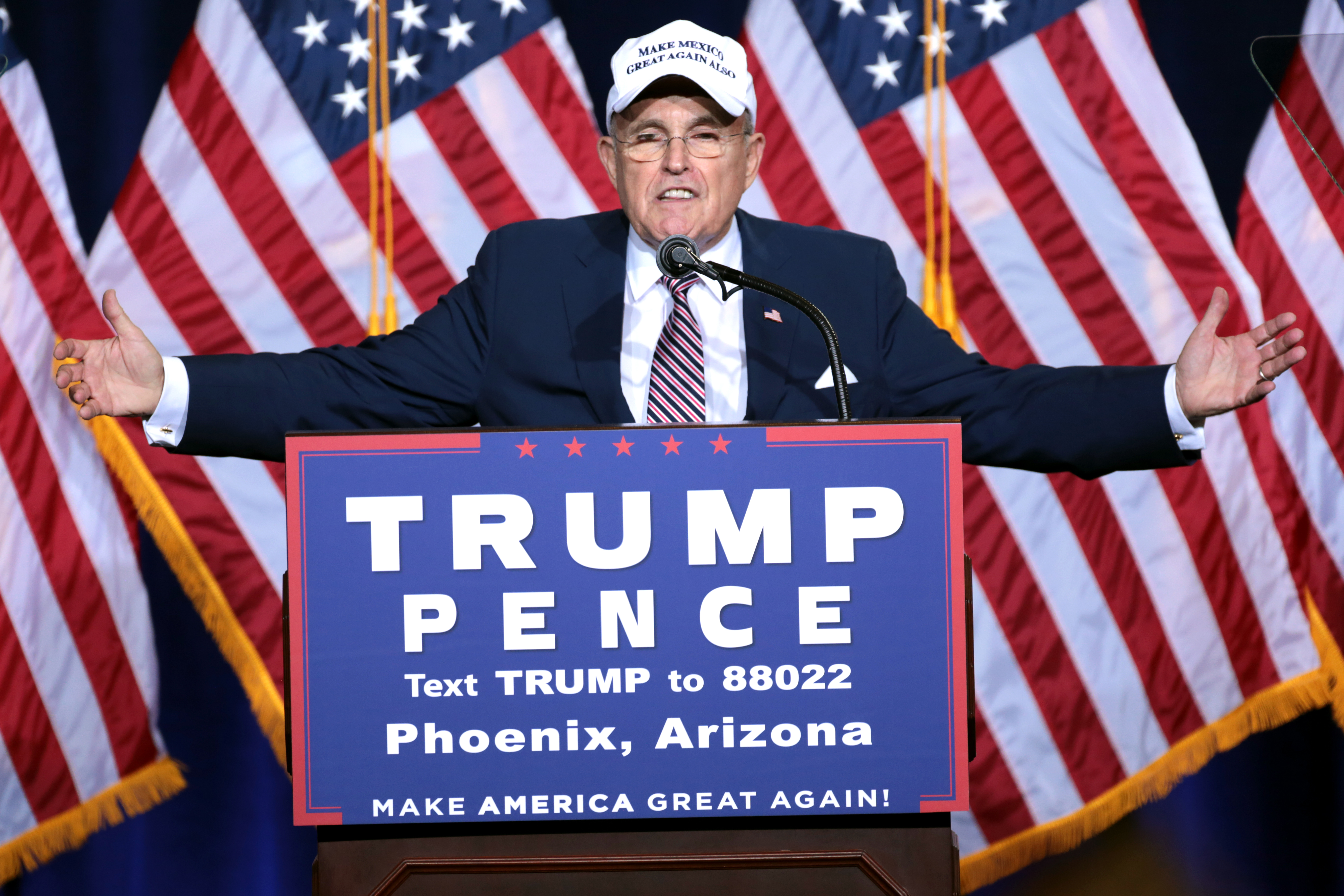
トランプ大統領の弁護士のルディ・ジュリアーニの場面は物議を醸した。

映画の制作陣はホロコーストの生存者であるジュディス・ディム・エヴァンスへのインタビューを撮った後に詐欺で訴えられた。エヴァンスは映画の公開前に亡くなったが、その遺族は彼女が映画での自分の肖像の商業的使用に同意しなかったと主張して訴訟を起こした。映画をエヴァンスに捧げているバロン・コーエンはボラットが行う反ユダヤ主義的な発言に対する彼女のこの作品への懸念を軽減するために演技をやめて事情を話したと主張した。2020年10月26日に訴えは却下された。ベビーシッターのジーニース・ジョーンズは『ニューヨーク・ポスト』紙上で、若い女性が高齢男性と結婚するために手を加えられるというドキュメンタリーへの出演だと告げた映画製作者に「裏切られた」と感じていると語った。彼女は後に映画製作者に腹を立てていないと述べたが、既に支払われている出演料3600ドルへの上乗せを望んだ。ファンが始めたジョーンズへのGoFundMeキャンペーンは3日間で5万ドル以上を集めた。
ルディ・ジュリアーニはジャーナリストになりすました女優のマリア・バカローヴァの前でズボンに手を入れた場面での行動について非難を浴びた。問題の場面ではホテルの部屋でのインタビューの後、2人はアルコールを飲みながら寝室に行き、ジュリーアーニはマイクを外されてシャツが脱げる際にバカローヴァの住所と電話番号を尋ねる。ジュリーアーニはベッドに寝そべってズボンに手を入れ、その直後にバロン・コーエンが部屋に押し入り、「彼女は15歳だ。あなたとは歳が離れすぎている」と叫んだ。これが数ヶ月前に撮影されたものであるにもかかわらず、ジュリアーニは自身が取り組んでいるハンター・バイデンの電子メール論争を潰すためのものであると主張して批判をかわした。この場面で何が起こったかを巡って論争が起こり、バロン・コーエンはジュリアーニに関して話すボラットの短い映像を収録した。『グッド・モーニング・アメリカ』に普段の姿で出演したバロン・コーエンは問題の場面について「しょうがないね。彼は自分がしたことをしたんだ」と語った。選挙運動中のドナルド・トランプはバロン・コーエンを「つまらない」「クズ」と呼んだ。それに対してバロン・コーエンは無料で映画を宣伝してくれたことに感謝を示し、自分もトランプ大統領をつまらないと思っていると述べた。FOXニュースのアンカーのケネディはジュリアーニにバイデンのメール疑惑の信憑性について尋ねる際にこの論争を持ち出した。
ボラットのキャラクターはカザフスタン国内で物議を醸しており、1作目は一時期検閲され、バロン・コーエンのウェブサイトはブロックされていた。映画の前にカザフスタン人はTwitter上でハッシュタグ#CancelBoratをつけた。映画の公開中止を求めるオンライン嘆願書には10万人以上の署名を集め、公開当日にはアルマトイのアメリカ大使館に小規模な抗議集団が押し寄せた。カザフ人も欧米人も同様に、キャラクターがコメディによってより疎外されたカザフ人を恣意的に訛りを嘲ることで「殴り倒す」ことで、彼らをステレオタイプ化しているという批判をあらためて表明し、カザフ系アメリカ人協会はこの映画は「人種差別、文化盗用、外国人排斥」と助長していると主張する書簡を発表した。キャラクターはカザフスタンへの誤解を生み出したが、それにもかかわらず、カザフスタン観光局はこの映画が再び国際的に注目を受けるようになったことに乗じ、ボラットのキャッチフレーズ「Kazakhstan. Very Nice!」をスローガンとして採用し、ボラットが登場するビデオを多数制作した。

### 視聴者数
Amazon社は正確な視聴者数を出さなかったものの、最初の週末の数字は「数千万人」であったと発表している。サンバTVによる第三者の推定では160万人となっているが、これはAmazonによると不正確である。